# Анахромат
Анахроматами называются такие оптические системы, в которых не устранены хроматические аберрации. Анахроматические оптические системы широко использовались в прошлом, до тех пор, пока в 1733 году Честером Холлом не был предложен эффективный способ существенного уменьшения хроматических аберраций путём использования стёкол с различной дисперсией света. Несмотря на то, что в конце 18 века было создано великое множество ахроматических систем, относительная сложность их изготовления, недостаточная предсказуемость характеристик и высокая стоимость привели к тому, что анахроматы широко продолжали использоваться ещё долгие годы. На сегодняшний день анахроматические линзы применяются в качестве составного элемента ахроматических оптических систем, а также самостоятельно, в некоторых моделях увеличительных стёкол и моноклях, применяющихся фотографами при создании художественных фотографий.
При фотографировании на плёнку с использованием объектива-монокля необходимо помнить, что глаз наиболее чувствителен к зелёной области спектра, а фотографическая плёнка оказывается наиболее чувствительной к сине-фиолетовой области спектра. Это приводит к необходимости, при визуальной наводке на резкость, вноса соответствующих поправок, учитывающих различную чувствительность глаза и фотографического материала к лучам различного спектрального диапазона.